# Histiotus
Los murciélagos orejudos (Histiotus) forman un género de quirópteros perteneciente a la familia Vespertilionidae. Este género incluye entre 4 y 8 especies que habitan en selvas y bosques de América del Sur.

## Características y costumbres
Estos murciélagos son reconocidos por sus orejas largas que se extienden más allá de la boca, lo que les da su nombre común. Su pelaje suele ser espeso, y algunas especies presentan variaciones de color adaptativas según su entorno. Se alimentan principalmente de insectos y utilizan la ecolocación para localizar a sus presas en vuelo.

## Taxonomía
El género Histiotus fue descrito en 1856 por el paleontólogo y entomólogo francés Paul Gervais. 
Para algunos autores, Histiotus es un género válido, mientras que otros lo consideran un subgénero de Eptesicus.

### Subdivisión
En 2008, Handley y Gardner incluyeron solo cuatro especies dentro del género Histiotus. Sin embargo, en 2005, Simmons reconoció siete especies. En 2015, fue descrita una nueva especie en el nordeste de Brasil.
Las especies incluidas actualmente son:
- Histiotus alienus (Thomas, 1916)
- Histiotus macrotus (Poeppig, 1835)
- Histiotus montanus (Philippi & Landbeck, 1861)
- Histiotus velatus (Geoffroy, 1824)
- Histiotus humboldti Handley, 1996
- Histiotus laephotis Thomas, 1916
- Histiotus magellanicus Philippi, 1866
- Histiotus diaphanopterus Feijó, Da Rocha y Althoff, 2015

## Distribución geográfica
Las especies de Histiotus se distribuyen en América del Sur, desde el nivel del mar hasta altitudes de 4200 m s. n. m. en ecosistemas boscosos. Habitan en países como Colombia, Venezuela, Brasil, Bolivia, Paraguay, Perú, Chile y la Patagonia argentina.